# Seznam medailistů na mistrovství Evropy v běhu na 400 m překážek
Toto je kompletní seznam medailistů v běhu na 400 m překážek na mistrovství Evropy v atletice mužů od roku 1934 do současnosti.

## Muži
| Rok  | Místo     | Zlato                            | Výkon vítěze                     | Stříbro                          | Bronz                            |
| ---- | --------- | -------------------------------- | -------------------------------- | -------------------------------- | -------------------------------- |
| 1934 | Turín     | Hans Scheele                     | 53,2                             | Akilles Järvinen                 | Christos Mantikas                |
| 1938 | Paříž     | Prudent Joye                     | 53,1                             | József Kovács                    | Kell Areskoug                    |
| 1946 | Oslo      | Bertel Storskrubb                | 52,2                             | Sixten Larsson                   | Rune Larsson                     |
| 1950 | Brusel    | Armando Filiput                  | 51,9                             | Jurij Litujev                    | Harry Whittle                    |
| 1954 | Bern      | Anatolij Julin                   | 50,5                             | Jurij Litujev                    | Sven-Oswald Mildh                |
| 1958 | Stockholm | Jurij Litujev                    | 51,1                             | Per-Owe Trollsås                 | Bruno Galliker                   |
| 1962 | Bělehrad  | Salvatore Morale                 | 49,2                             | Jörg Neumann                     | Helmut Janz                      |
| 1966 | Budapešť  | Roberto Frinolli                 | 49,8                             | Gerd Lossdörfer                  | Robert Poirier                   |
| 1969 | Athény    | Vjačeslav Skomorochov            | 49,7                             | John Sherwood                    | Andy Todd                        |
| 1971 | Helsinky  | Jean-Claude Nallet               | 49,2                             | Christian Rudolph                | Dmitrij Stukalov                 |
| 1974 | Řím       | Alan Pascoe                      | 48,82                            | Jean-Claude Nallet               | Jevgenij Gavrilenko              |
| 1978 | Praha     | Harald Schmid                    | 48,51                            | Dmitrij Stukalov                 | Vasilij Archipenko               |
| 1982 | Athény    | Harald Schmid                    | 47,48                            | Alexandr Jacevič                 | Uwe Ackermann                    |
| 1986 | Stuttgart | Harald Schmid                    | 48,65                            | Alexandr Vasiljev                | Sven Nylander                    |
| 1990 | Split     | Kriss Akabusi                    | 47,92                            | Sven Nylander                    | Niklas Wallenlind                |
| 1994 | Helsinky  | Oleg Tverdochleb                 | 48,06                            | Sven Nylander                    | Stéphane Diagana                 |
| 1998 | Budapešť  | Paweł Januszewski                | 48,17                            | Ruslan Maščenko                  | Fabrizio Mori                    |
| 2002 | Mnichov   | Stéphane Diagana                 | 47,58                            | Jiří Mužík                       | Paweł Januszewski                |
| 2006 | Göteborg  | Periklís Iakovakis               | 48,46                            | Marek Plawgo                     | Rhys Williams                    |
| 2010 | Barcelona | David Greene                     | 48,12                            | Rhys Williams                    | Stanislav Melnykov               |
| 2012 | Helsinky  | Rhys Williams                    | 49,33                            | Emir Bekrić                      | Stanislav Melnykov               |
| 2014 | Curych    | Kariem Hussein                   | 48,96                            | Rasmus Mägi                      | Denis Kudryavtsev                |
| 2016 | Amsterdam | Yasmani Copello                  | 48,98                            | Sérgio Fernández                 | Kariem Hussein                   |
| 2018 | Berlín    | Karsten Warholm                  | 47,64                            | Yasmani Copello                  | Thomas Barr                      |
| 2020 | Paříž     | zrušeno kvůli pandemii covidu-19 | zrušeno kvůli pandemii covidu-19 | zrušeno kvůli pandemii covidu-19 | zrušeno kvůli pandemii covidu-19 |
| 2022 | Mnichov   | Karsten Warholm                  | 47,12                            | Wilfried Happio                  | Yasmani Copello                  |
| 2024 | Řím       | Karsten Warholm                  | 46,98 RM                         | Alessandro Sibilio               | Carl Bengtström                  |

## Ženy
- Závod žen se poprvé uskutečnil v roce 1978

| Rok  | Místo     | Zlato                            | Výkon vítěze                     | Stříbro                          | Bronz                            |
| ---- | --------- | -------------------------------- | -------------------------------- | -------------------------------- | -------------------------------- |
| 1978 | Praha     | Taťána Zelencovová               | 54,89                            | Silvia Hollmannová               | Karin Roßleyová                  |
| 1982 | Athény    | Ann Louise Skoglundová           | 54,58                            | Petra Pfaffová                   | Chantal Régaová                  |
| 1986 | Stuttgart | Marina Stěpanovová               | 53,32                            | Sabine Buschová                  | Cornelia Feuerbachová            |
| 1990 | Split     | Taťjana Ledovská                 | 53,62                            | Anita Prottiová                  | Monica Westénová                 |
| 1994 | Helsinky  | Sally Gunnellová                 | 53,33                            | Silvia Riegerová                 | Anna Knorozová                   |
| 1998 | Budapešť  | Ionela Tirleaová                 | 53,37                            | Teťana Antipovová                | Silvia Riegerová                 |
| 2002 | Mnichov   | Ionela Tirleaová                 | 54,95                            | Heike Meißnerová                 | Anna Olichwierczuková            |
| 2006 | Göteborg  | Jevgenija Isakovová              | 53,93                            | Fani Chalkiáová                  | Teťana Antipovová                |
| 2010 | Barcelona | Natalja Anťuchová                | 52,92                            | Vanja Stambolovová               | Perri Shakesová-Draytonová       |
| 2012 | Helsinky  | Denisa Rosolová                  | 54,24                            | Anna Jaroščuková                 | Zuzana Hejnová                   |
| 2014 | Curych    | Eilidh Childová                  | 54,48                            | Hanna Titimecová                 | Denisa Rosolová                  |
| 2016 | Amsterdam | Sara Petersenová                 | 55,12                            | Joanna Linkiewicz                | Léa Sprungerová                  |
| 2018 | Berlín    | Léa Sprungerová                  | 54,33                            | Anna Ryžíková                    | Meghan Beesleyová                |
| 2020 | Paříž     | zrušeno kvůli pandemii covidu-19 | zrušeno kvůli pandemii covidu-19 | zrušeno kvůli pandemii covidu-19 | zrušeno kvůli pandemii covidu-19 |
| 2022 | Mnichov   | Femke Bolová                     | 52,67                            | Viktoria Tkačuková               | Anna Ryžíková                    |
| 2024 | Řím       | Femke Bolová                     | 52,49 RM                         | Louise Maravalová                | Cathelijn Peetersová             |